# Госпіс

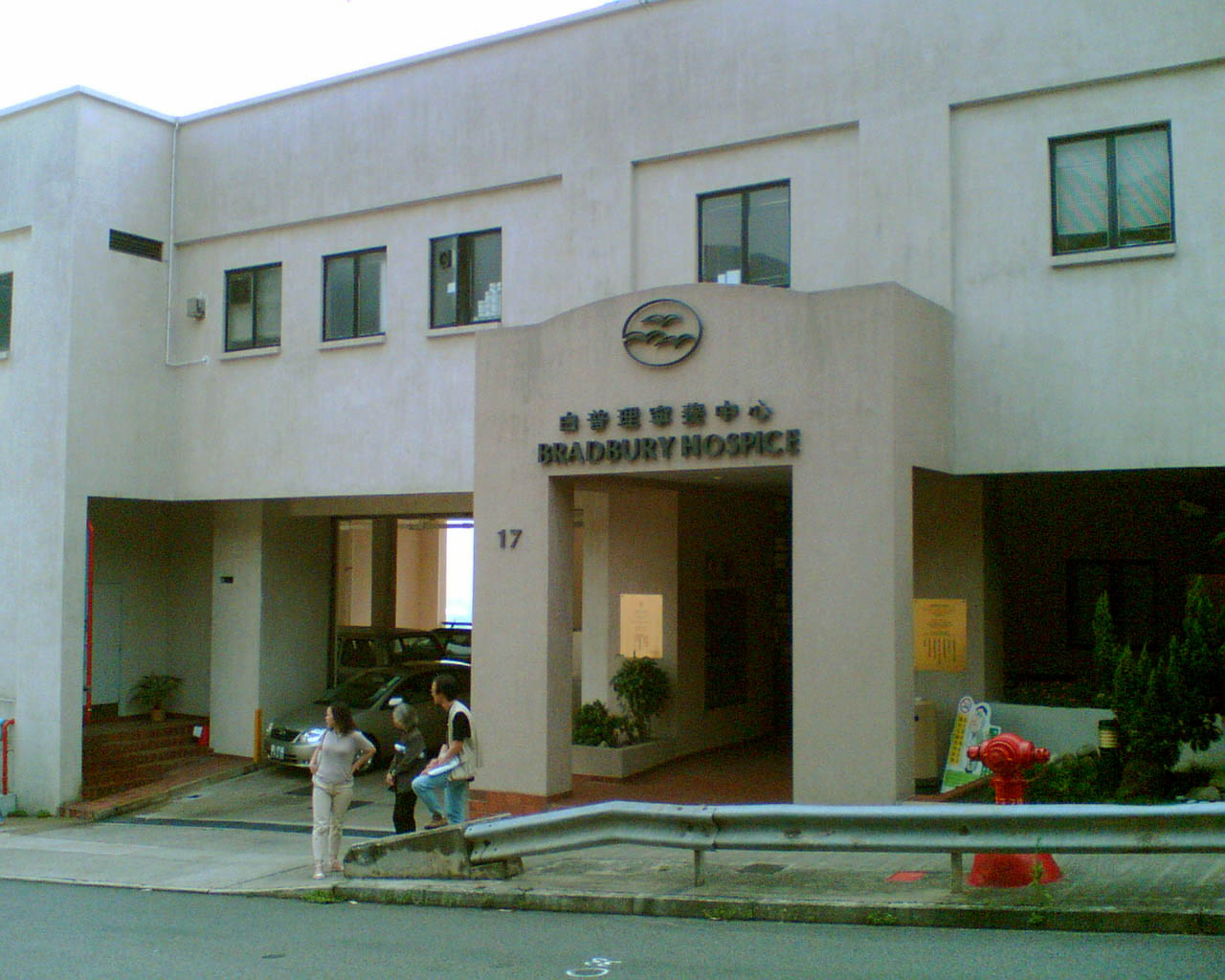
Bradbury Hospice. Перший госпіс у Гонконгу

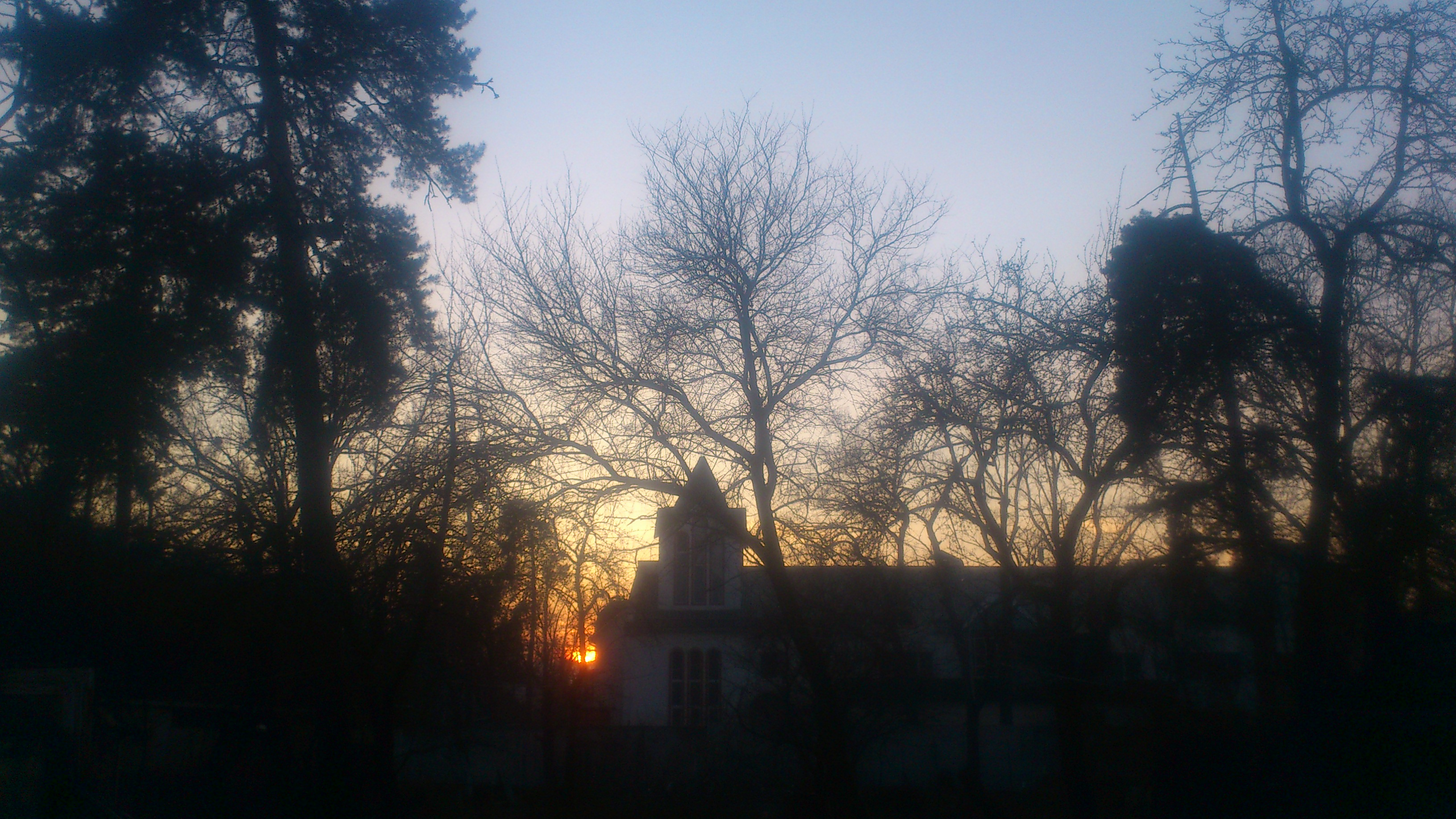
Госпіс при онкологічній лікарні, Київ

Госпіс або хоспіс (англ. hospice) — медичний заклад, в якому перебувають тяжкохворі з прогнозованим летальним наслідком. У закладі працює переважно середній та молодший медичний персонал, доступ до пацієнтів відкритий для родичів та друзів. Основна мета перебування в госпісі — полегшити останні дні життя пацієнтів.

## Походження назви
Етимологічно «госпіс» однокореневе з «госпіталь» та пов'язане зі словом «гість» лат. hospes. Адже перші госпіси розташовувалися уздовж доріг, якими проходили головні маршрути християнських паломників. Вони були такими собі будинками піклування для виснажених чи хворих людей. Одначе госпіси не відмовляли в допомозі тим, хто жив поблизу.

## Історія
Принципи організації та філософія сучасних госпісів були започатковані у другій половині XX ст. у Великій Британії видатною особистістю — медичною сестрою, лікаркою та письменницею Сесилією Сондерс (англ. Cicely Saunders). Перший у світі спеціально збудований і обладнаний Госпіс Святого Христофора був заснований у південному Лондоні, Англія у 1967 році Сесилією Сондерс, чия робота досі вважається філософською і методичною основою сучасної госпісної допомоги.

## Основні функції
Головна мета перебування пацієнта в госпісі — покращення останніх днів життя пацієнта, полегшення фізичних та моральних страждань пацієнта та членів його родини. Структура, фінансові та юридичні засади функціонування та утримання госпісів доволі різні та мають свої особливості в різних країнах світу. Зокрема, в РФ госпіси призначені лише для утримання онкологічних хворих, тоді як в Україні прийнятою є концепція ширшого функціонального призначення (для хворих на СНІД, церебросудинні захворювання — для пацієнтів, що мали інсульт, мають тяжку дегенеративну, дементну патологію головного мозку тощо).